# وست اند-کاب تاون (آلاباما)
وست اند-کاب تاون (به انگلیسی: West End-Cobb Town) شهرکی در شهرستان کلهون ایالت آلاباما است که مساحت آن ۱۰٫۷۵ کیلومترمربع است و در سرشماری سال ۲۰۱۰ میلادی، ۳٬۴۶۵ نفر جمعیت داشته و تراکم جمعیتی آن، ۳۲۲٫۳۳ در کیلومترمربع بوده است.